# Rijsimulator

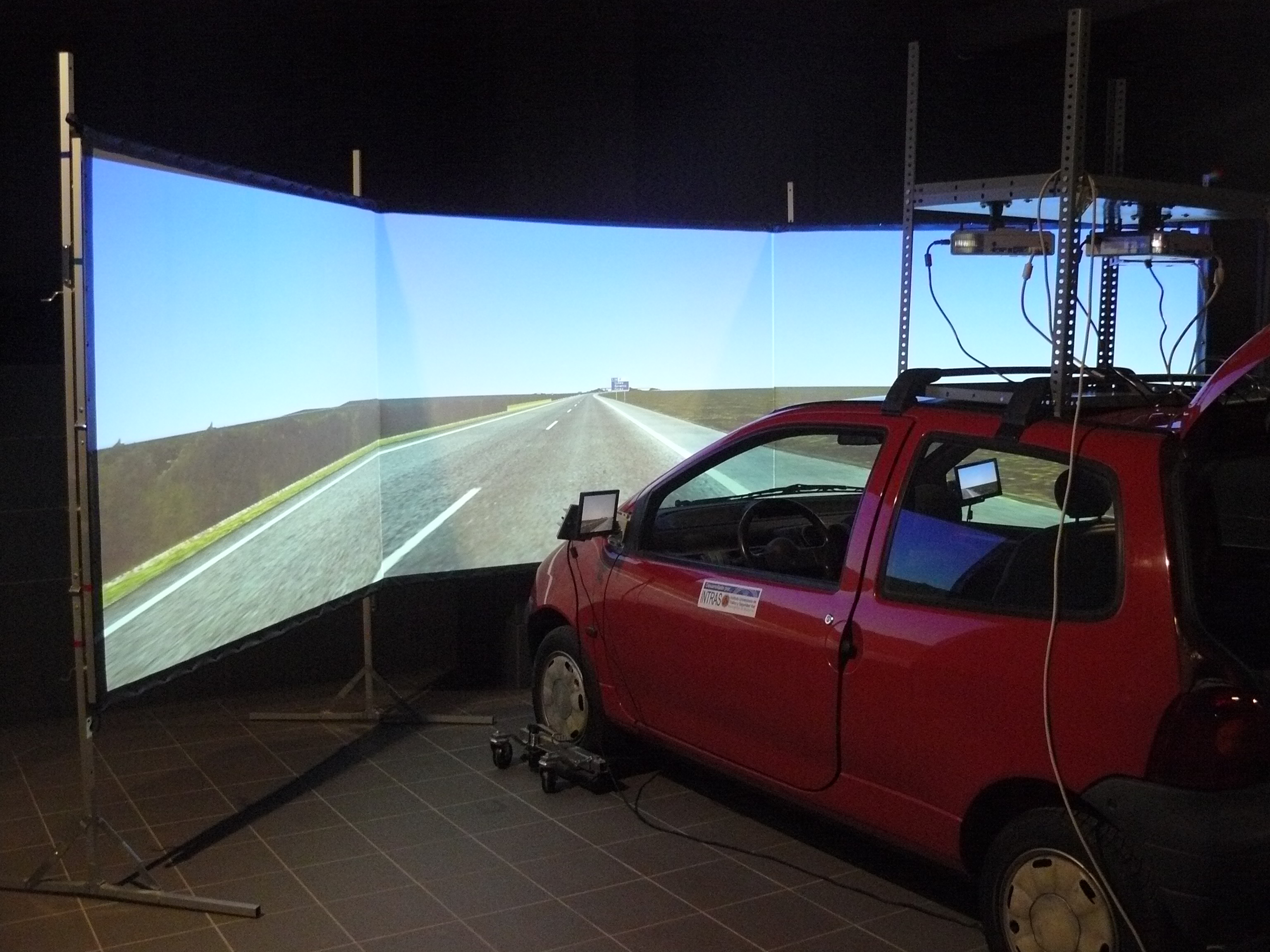
Een rijsimulator met een gewone auto

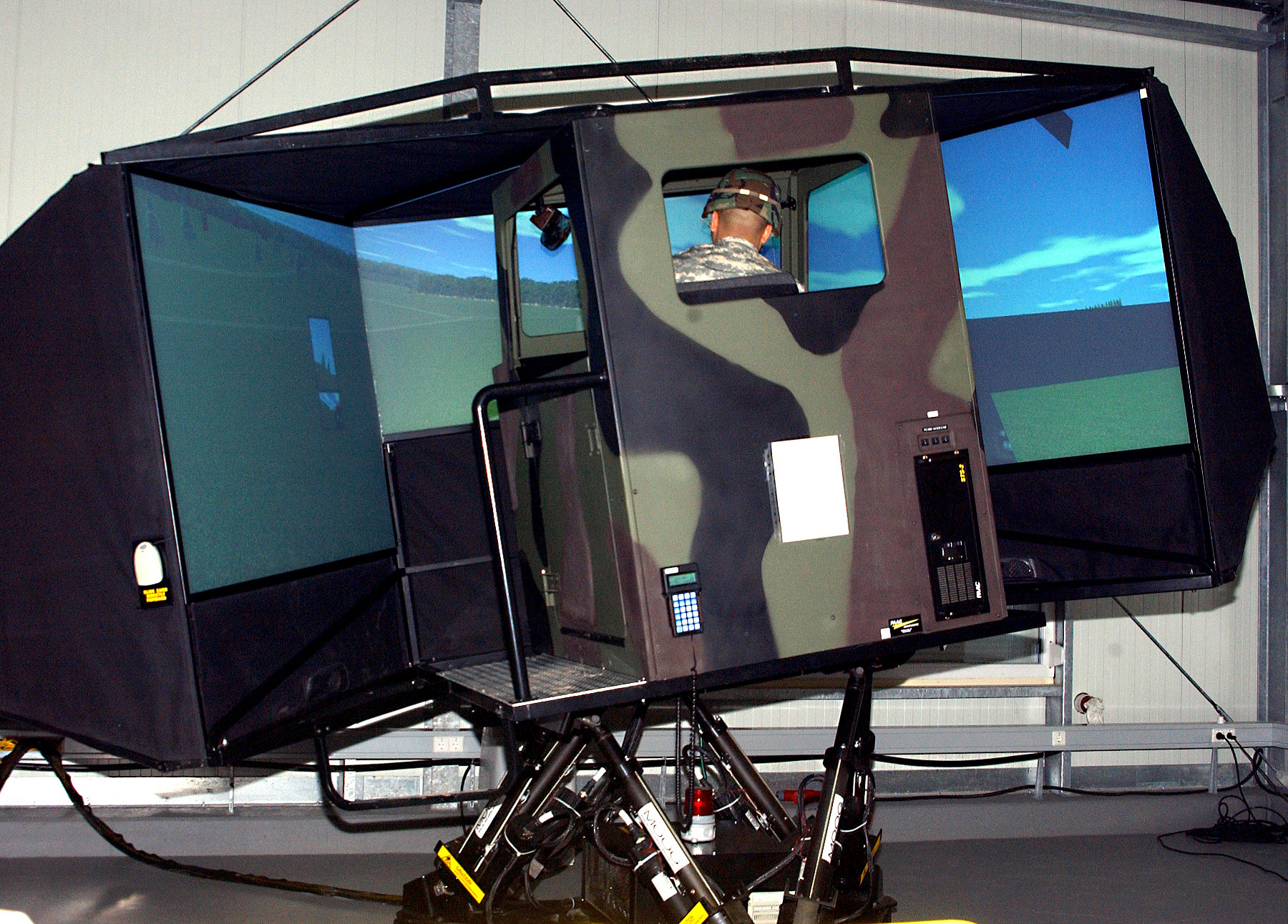
Een rijsimulator waarbij een militair voertuig nagebootst wordt

Een rijsimulator wordt voornamelijk gebruikt voor trainingen en in rijscholen. Daarnaast worden ze ook toegepast voor onderzoeksdoeleinden of soms in de entertainmentindustrie.

## Werking
Bij dergelijke simulatoren speelt het nabootsen van de realiteit een grote factor. Correct weggedrag van de wagen en bestuurder is dus heel belangrijk. De bestuurder ziet door middel van een of meerdere schermen een zo realistisch mogelijke wereld waarin hij of zij moet rijden. Eventueel kunnen elementen als weersomstandigheden, mensen of andere wagens toegevoegd worden. Door middel van een computersysteem is het ook mogelijk bepaalde verkeerssituaties te simuleren.
Veel verschillende soorten auto's, van gewone voertuigen tot racewagens en zelfs motorfietsen, kunnen hierbij worden gebruikt. Tevens worden nagebouwde bestuurderscabines van autobussen, vrachtwagens of militaire voertuigen toegepast bij meer gespecialiseerde rijsimulaties.